# 郭爱克
郭爱克（1940年2月18日—2025年4月10日），男，辽宁沈阳人，中国神经科学和生物物理学家，中国科学院院士。现任中国科学院生物物理研究所和中国科学院上海生命科学研究院神经科学研究所研究员。研究方向为黑腹果蝇学习记忆及抉择等认知功能的神经环路机制。

## 生平
1940年2月18日出生在中国辽宁省沈阳市。1960年夏天，国家安排郭爱克进入莫斯科国立大学生物物理学专业进行学习。1965年毕业后，受到文化大革命影响，郭爱克于1971年被下放到中科院在湖北省潜江市农村开设的五七干校，被迫进行劳动。
1976年，郭爱克被选派到北京语言学院德语76班进行德语学习。在德國學術交流總署奖学金的支持下，郭爱克选择前往慕尼黑大学就读。1979年9月，郭爱克以特优的成绩获得慕尼黑大学自然科学博士学位，是中华人民共和国第一位赴德留学博士。他的导师是乌尔里希·斯莫拉（Ulrich Smola）。郭爱克于1982年11月至1984年6月作为访问学者在德国马克斯·普朗克生物控制论研究所从事家蝇视觉系统图形与背景分辨的生物控制论课题的研究。
1993年，郭爱克在中国科学院生物物理研究所建立了中国第一个以果蝇为模式生物的学习与记忆实验室。同年末，郭爱克第三次赴往德国，先后在维尔茨堡大学和马普学会生物控制论研究所进行学术研究。
2000年起，任973计划前沿领域项目“脑发育和可塑性基础研究”课题的首席科学家。2003年当选为中国科学院院士。同年至2008年，出任中国科学院神经科学研究所副所长。2006年起任973计划前沿领域项目“脑的结构与功能可塑性”课题的首席科学家。

## 荣誉
1990年，郭爱克被中国科学院评为中国科学院有突出贡献的中青年专家。2006年，郭爱克荣获何梁何利基金会科学与技术进步奖和上海市科教党委系统优秀党务工作者荣誉称号。2008年，荣获亚太神经网络协会杰出成就奖。